# Preziosissimo Sangue di Nostro Signore Gesù Cristo

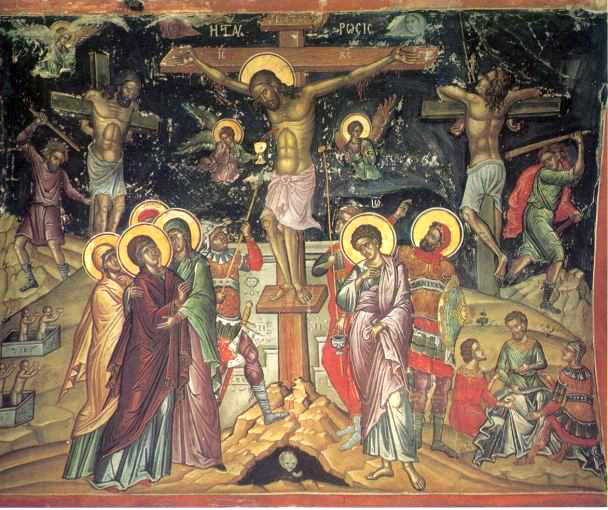
Icona della Crocifissione di Teofane il Cretese. Il sangue del costato di Cristo viene raccolto dagli angeli in un calice.

Il Sangue di Gesù Cristo è una reliquia ritenuta sacra dai cristiani e dalla Chiesa cattolica, che la chiama Preziosissimo Sangue di Nostro Signore Gesù Cristo.
Può riferirsi tanto al sangue di Cristo, versato sulla croce dopo che la lancia di Longino gli trafisse il costato, quanto al vino consacrato dell'eucaristia.
L'adorazione di questo sangue era associata a reliquie simili e alla credenza in un qualche miracolo.

## Storia

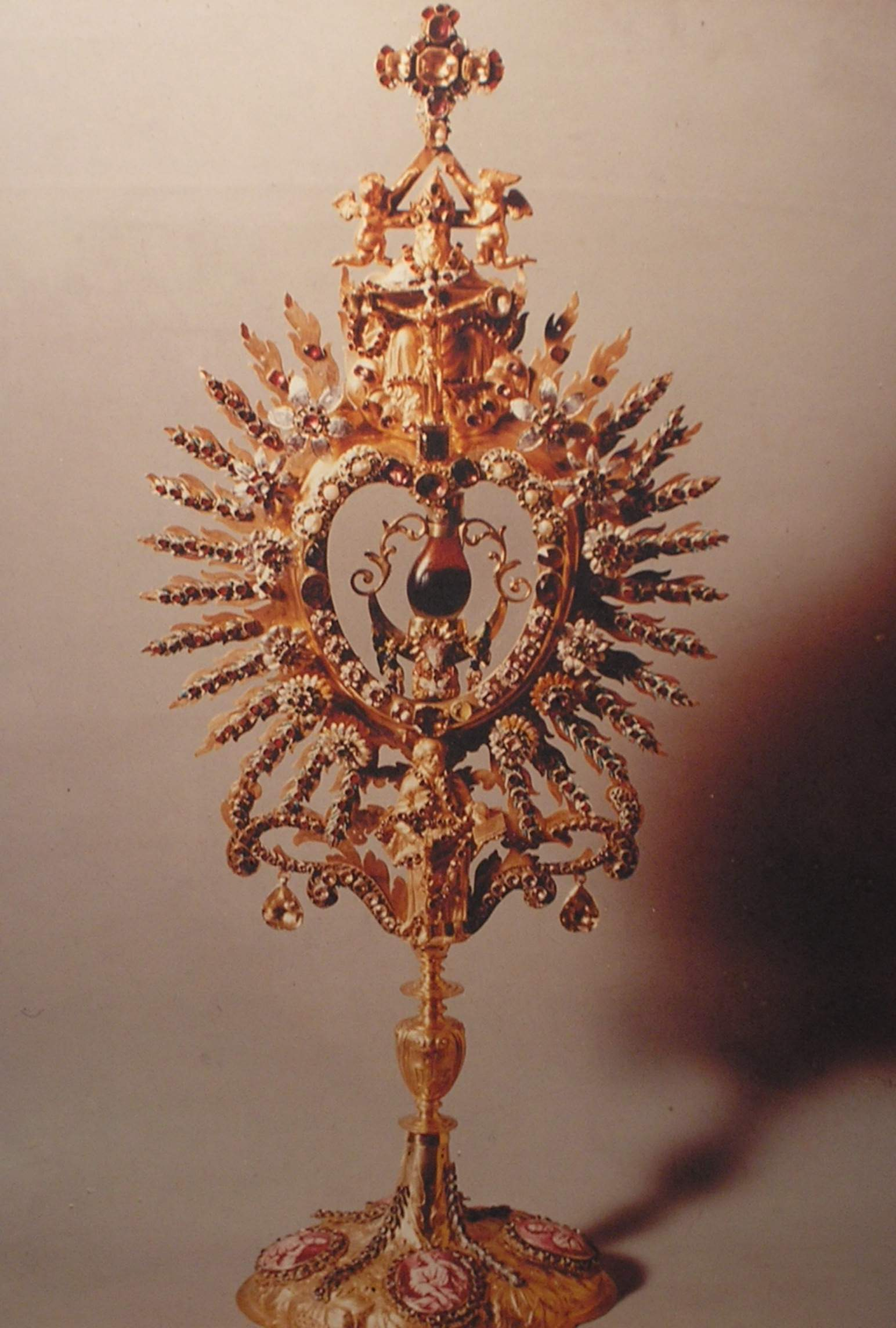
La reliquia del Preziosissimo Sangue conservata nella chiesa di Ludbreg, soggetto del miracolo eucaristico omonimo.

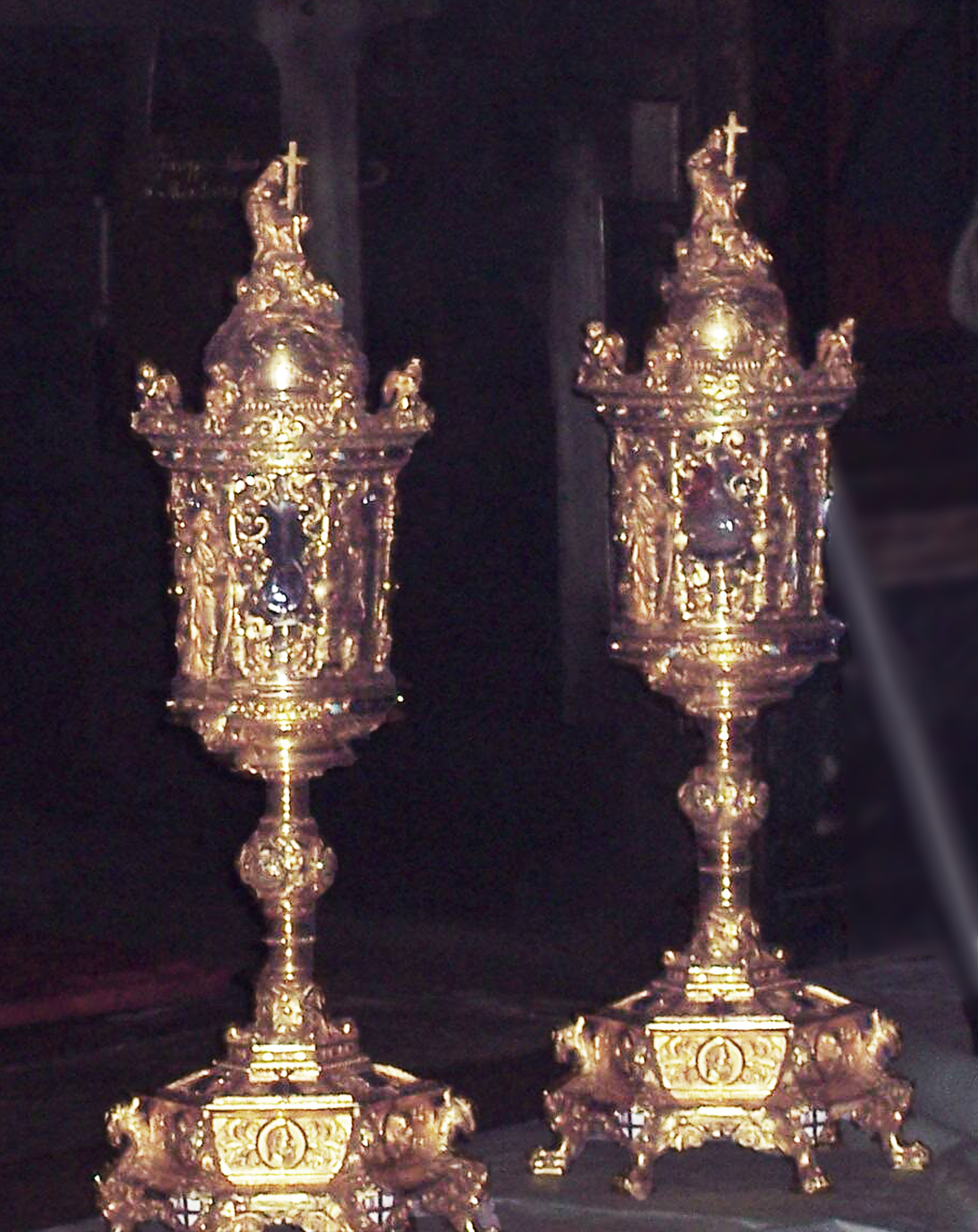
Mantova, Basilica di Sant'Andrea, i Sacri Vasi

Il sangue versato da Gesù per la salvezza dell'umanità fu oggetto di culto sin dai primi secoli dell'era cristiana, ma la devozione si accrebbe a partire dall'XI secolo, specialmente in relazione alla diffusione della leggenda del Graal.
Secondo la tradizione, il soldato Longino trafisse con la Sacra Lancia il costato di Gesù crocifisso per constatare se fosse morto o meno. Alla vista del sangue che sgorgò dalla ferita, cadendo a terra, Longino si convertì e lo avrebbe raccolto in un vaso, fuggendo poi in Italia. Si sarebbe fermato a Mantova nel 37 d.C., sotterrando la reliquia in una piccola cassetta di piombo, con sopra la scritta Jesu Christi Sanguis. In questo luogo fu edificata la basilica di Sant'Andrea. 

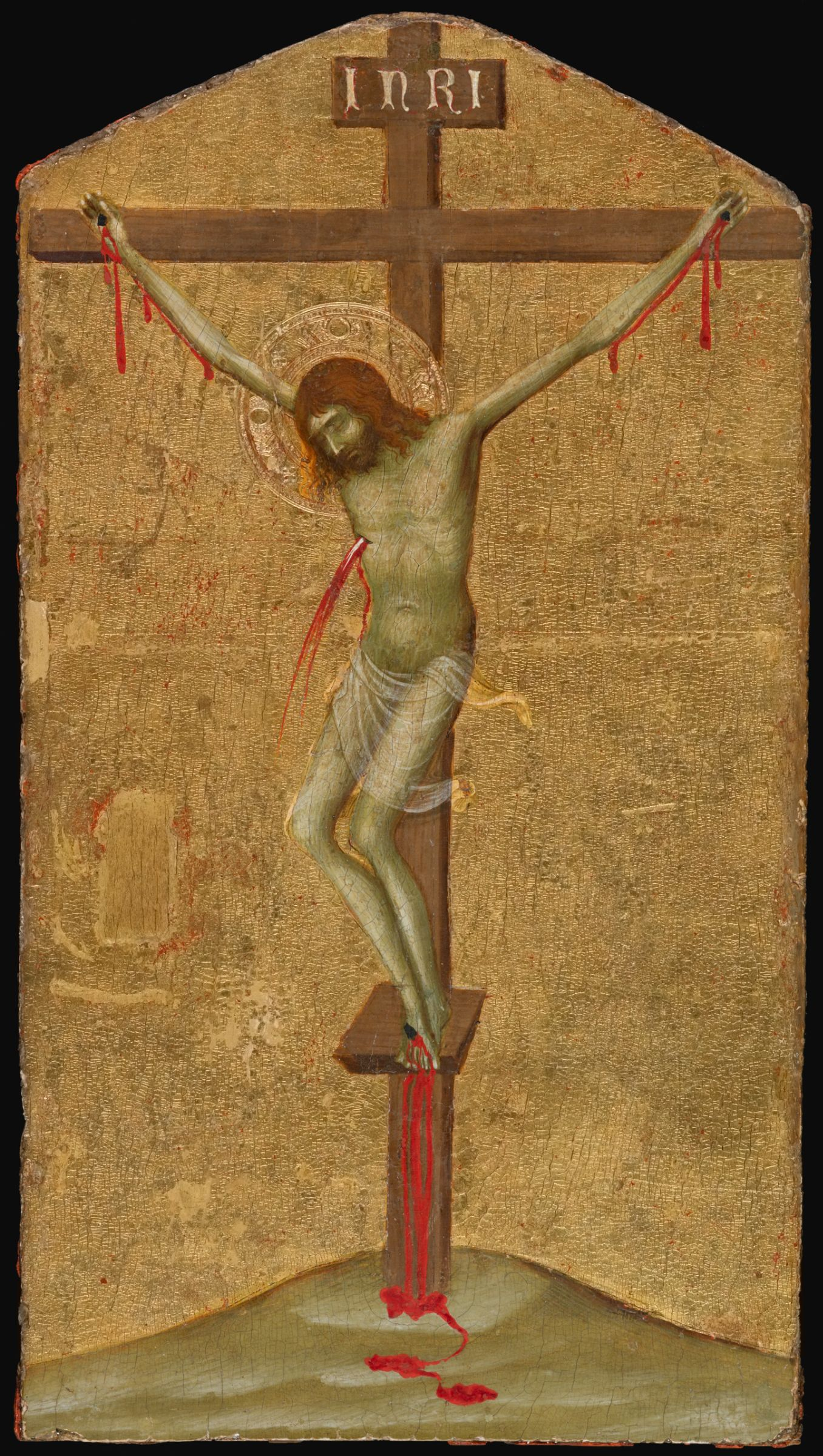
Simone Martini, Cristo crocifisso, 1340, Harvard Art Museums

Nell'anno 804 fu riportata alla luce la cassettina accanto alla sua tomba, e la reliquia fu ufficialmente riconosciuta dalla Chiesa Cattolica e approvata per il culto da papa Leone III. Particole del Preziossimo Sangue furono traslate nella Sainte-Chapelle di Parigi, nella chiesa di Santa Croce a Guastalla, nella basilica di San Giovanni in Laterano a Roma, nell'abbazia di Weingarten (associata alla Confraternita del Preziosissimo Sangue in Sant'Andrea di Mantova).
Il culto del Preziosissimo Sangue, richiamandosi alla mutazione del vino nel sangue di Cristo durante la messa, è strettamente legato alla devozione eucaristica. La tradizione ritiene che siano presenti reliquie del sangue di Cristo nelle chiese di Fécamp, basilica di Bruges, di Neuvy, di Sant'Andrea a Mantova, in Santa Maria Assunta a Sarzana, in San Giacomo a Clauzetto, che furono frequentate mete di pellegrinaggio.
La festa del Preziosissimo Sangue iniziò a essere celebrata in diverse località e venne introdotta a Roma nel 1849; papa Pio IX fissò per tale festa la data del 1º luglio. Nel Messale latino la celebrazione del 1º luglio era una festa di I classe. Nel 1969, con la riforma del calendario liturgico successiva al Concilio Vaticano II, la festa è stata unita alla celebrazione del Corpus Domini. Rimane nel calendario proprio della Terra santa, in quanto qui l'accento non è posto sull'aspetto eucaristico del sangue di Cristo, ma piuttosto sulla sua Passione, in particolare la sudorazione del sangue durante la preghiera di Gesù al Getsemani.
La devozione al Preziosissimo Sangue fu uno speciale fenomeno della pietà fiamminga nei secolo XV e XVI, che diede origine ad un'immagine iconica della Grazia Divina, come la Fontana della Vita, sgorgante sangue dal ferito Agnello di Dio o dalle Sacre Piaghe di Cristo. L'immagine, che fu il soggetto di numerosi dipinti fiamminghi fu in parte stimolato dalla rinnovata reliquia del Preziosissimo Sangue, nota a Bruges almeno dal XII secolo e che diede origine alla osservanza dal tardo XIII secolo, in particolare a Bruges, della processione del "Santo Sangue" dalla cappella dedicatagli.

## Nella Bibbia
1 Pt 1,18-20 contiene un riferimento alal prezioso sangue redentore di un agnello immacolato e predestinato al genere umano prima della creazione del mondo. Nella Sua prescienza eterna, Dio sapeva da sempre che Adamo ed Eva avrebbero commesso il peccato originale e che l'Incarnazione del figlio unigenito sarebbe quindi dovuta terminare con il sacrificio della croce per la remissione di tale peccato.

## Teologia

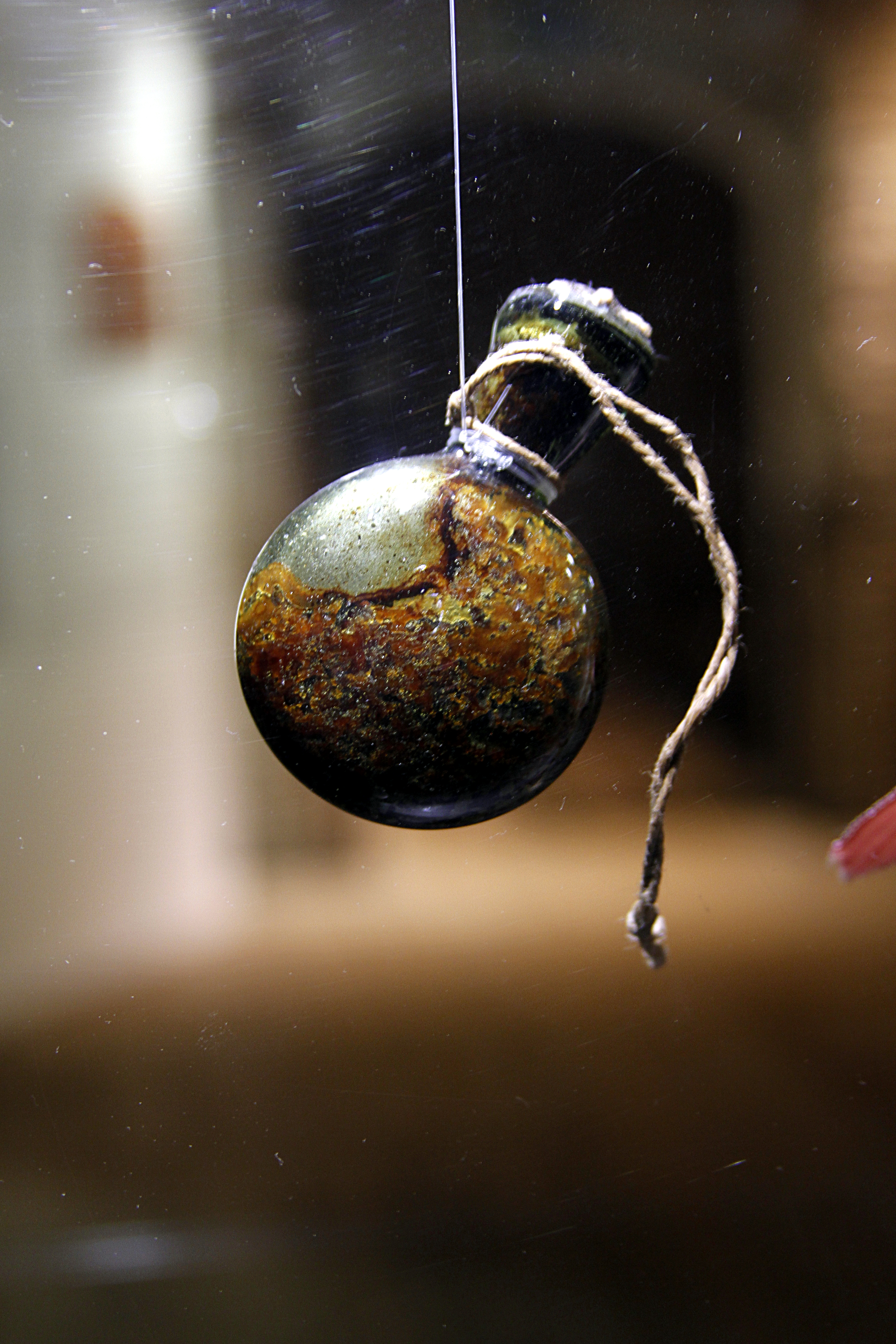
Reliquia del Preziosissimo Sangue (Chiesa di Santa Maria della Scala, Siena).

Il Magistero della Chiesa Cattolica insegna che, al termine della consacrazione eucaristica, il sacerdote In persona Christi opera la transustanziazione delle due specie eucaristiche (il pane e il vino) rispettivamente nel Corpo di Cristo e nel Sangue di Cristo.
Il sacramento può essere ricevuto:
1. sotto tutt'e due le specie;
2. sotto una specie singolarmente.

In entrambi i casi, è sempre comunione al Corpo e al Sangue di Cristo, e il Sacramento dona egualmente la grazia di Dio.

Nella singola specie è interamente presente Gesù Cristo, in corpo,sangue, anima e divinità: s'intende quindi l'identità fra la singola specie eucaristica e Gesù resuscitato tre giorni dopo la morte di croce e asceso al cielo.
Lo storico della Chiesa Gaetano Moroni riferisce della comunione col solo sangue in uso al tempo di papa Gelasio I, nel 492, ultimo Pontefice originario del continente africano.
Anche il predicatore francese Jacques Bénigne Bossuet (1627-1704) riferì della disciplina sacramentale che prevedeva la comunione al solo calice degli infanti, secondo le indicazioni di San Cipriano, vescovo di Cartagine e martire, trasmesse fino al tempo di Sant'Agostino (354-430).

## Congregazioni del Sangue di Cristo
- I Missionari del Preziosissimo Sangue, fondati nel 1815 presso l'abbazia di San Felice di Giano dell'Umbria da san Gaspare del Bufalo;
- le Suore adoratrici del Sangue di Cristo, fondate nel 1834 ad Acuto da santa Maria De Mattias;
- le Suore adoratrici del Preziosissimo Sangue di Nostro Signore Gesù Cristo, fondate nel 1861 in Canada da Aurélie Caouette;
- le Figlie della Carità del Preziosissimo Sangue, fondate nel 1873 a Pagani dal beato Tommaso Maria Fusco;
- le Suore missionarie del Preziosissimo Sangue, sorte in Sudafrica nel 1885 come ramo femminile dei Missionari di Mariannhill;
- le Suore del Preziosissimo Sangue (dette Preziosine), fondate nel 1874 a Monza da Maria Matilde Bucchi;
- le Suore dell'Adorazione del Preziosissimo Sangue, di O'Fallon, sorte nel 1878;
- le Suore Adoratrici del Preziosissimo Sangue, sorte nel 1949 dall'unione di alcuni monasteri di lingua inglese di adoratrici;
- le Adoratrici del Preziosissimo Sangue, sorte nel 1969 dalla federazione di sette monasteri statunitensi di adoratrici;
- l'Unione Sanguis Christi, fondata nel 1808 presso la chiesa di San Nicola in Carcere a Roma dal canonico Francesco Albertini.

## Preghiere
- Orazioni al Preziosissimo Sangue di Brigida di Svezia
- Novena del Sangue Sparso, del Venerabile Padre Bartolomeo da Saluzzo (1588-1617)
- Ufficio divino del Preziosissimo Sangue (Messa e Litanie), approvato nel 1990 per la Congregazione dei Missionari del Preziosissimo Sangue